# 総合通信局
総合通信局（そうごうつうしんきょく、英語：Regional Bureau of Telecommunications）とは、情報通信行政を所管する総務省の地方支分部局である。

## 概要
総務省情報流通行政局（郵政行政部の一部事務を含む。）、総合通信基盤局の事務及び国際戦略局の事務の一部を地方において担う。全国の北海道・東北・関東・信越・北陸・東海・近畿・中国・四国・九州の10の管区機関（各々「関東総合通信局」等と呼称）及び沖縄県を管轄する沖縄総合通信事務所により、日本国内の情報通信行政の一翼を担っている。
各総合通信局により所掌する部課室は異なるが、業務としては大まかに、不法無線局の取締り（無線局の周波数逸脱運用を含む、ただし職員は特別司法警察職員ではないので、日本の警察と共同で取締る。）や無線局・放送局・有線放送の許認可及び検査、電波伝搬（伝播）路指定の許認可、高周波ウェルダーなどの高周波利用設備の許可、無線従事者免許証や無線局免許状の発給、インターネットサービスプロバイダー等の電気通信事業者に係る許認可、地方公共団体の情報通信インフラ整備の支援、情報通信分野の研究開発や同分野に関わるベンチャー企業の支援、信書便事業の民間開放に伴う許認可など多岐に渡る。
かつての郵政省では、電気通信監理局（さらに以前は電波監理局）という名称であったことから、今日でもその略称の電監（でんかん）と呼ばれることがある。本来の略称は「総通局」（そうつうきょく）。

## 沿革
- 1949年（昭和24年）

6月1日：逓信省の2省分離に伴い、電気通信省の外局として電波庁が発足。
その地方支分部局として地方電波管理局を10か所に設置。なお総称としては地方電波管理局と呼称するが、個別の局名称には地方を付さない。
- 1950年（昭和25年）

6月1日：電波と放送の監督行政は総理府の外局として新設された電波監理委員会に移管。
同委員会の事務局として電波庁は電波監理総局となった、その地方機関として地方電波管理局は地方電波監理局に移行。
- 1952年（昭和27年）

8月1日：電波監理委員会は廃止され所掌事務が郵政省へ電波監理局として統合されたのに伴い、地方電波監理局を郵政省の地方支分部局として統合。
同じく電気通信省が廃止され日本電信電話公社に移行したことに伴い、所掌していた有線電気通信の規律・監督に関する行政事務（有線電気通信法、有線ラジオ放送業務の運用の規正に関する法律などに関する行政事務）が郵政省に移管され、この事務の本省での所管は電波監理局ではなく大臣官房電気通信監理官であったが、地方における行政事務は地方電波監理局が所掌。
- 1972年（昭和47年）

5月15日：沖縄の日本復帰に伴い、沖縄郵政管理事務所設置。
沖縄郵政管理事務所は本土における地方郵政局、地方郵政監察局、地方電波監理局の事務を一体的に所管。
- 1984年（昭和59年）

7月1日：本省電波監理局は電気通信局となる。
- 1985年（昭和60年）

4月1日：電気通信事業法の施行に伴い、地方電波監理局を地方電気通信監理局に改組。
電気通信事業の自由化に伴い、従来の所掌事務に加えて電気通信事業に対する規律・監督に関する行政事務を所管。
- 2001年（平成13年）

1月6日：郵政省が自治省、総務庁とともに総務省に統合。電気通信局が総合通信基盤局となる。地方電気通信監理局は総合通信局、沖縄郵政管理事務所を沖縄総合通信事務所として総務省の地方支分部局に改組。
- 2003年（平成15年）

4月1日：民間事業者に開放された信書便事業の監督事務を追加。
- 2007年（平成19年）

4月1日：中国総合通信局及び九州総合通信局に設置されていた下関出張所及び鹿児島出張所を廃止。これに伴い、両局情報通信部に情報通信連携推進課を設置。

## 管轄地域
総務省告示に基づく無線局の移動範囲及び業務区域のコード順による。
- 関東総合通信局 - A（茨城、栃木、群馬、埼玉、千葉、東京、神奈川、山梨）
- 信越総合通信局 - B（新潟、長野）
- 東海総合通信局 - C（岐阜、静岡、愛知、三重）
- 北陸総合通信局 - D（富山、石川、福井）
- 近畿総合通信局 - E（滋賀、京都、大阪、兵庫、奈良、和歌山）
- 中国総合通信局 - F（鳥取、島根、岡山、広島、山口）
- 四国総合通信局 - G（徳島、香川、愛媛、高知）
- 九州総合通信局 - H（福岡、佐賀、長崎、熊本、大分、宮崎、鹿児島）
- 東北総合通信局 - I（青森、岩手、宮城、秋田、山形、福島）
- 北海道総合通信局 - J（北海道）
- 沖縄総合通信事務所 - O（沖縄）

このコードは無線従事者免許証の番号の第1字でもある。つまり免許証を発給した総合通信局を表すものでもある。
個別名称は "Kanto Bureau of Telecommunications" のように 'Regional' を付さない。

## 組織

### 総合通信局
- 局長
- 総括調整官
- 総務部
- 情報通信部
- 放送部（北海道総合通信局、四国総合通信局、信越総合通信局、北陸総合通信局には置かず、放送行政は情報通信部において所管）
- 無線通信部
- 電波監理部（信越総合通信局、北陸総合通信局には置かず、電波の監視及び調査の事務は、無線通信部において所管）

### 沖縄総合通信事務所
- 所長
- 次長
- 総括調整官
- 総務課
- 情報通信課
- 無線通信課
- 監視調査課
- 信書便監理官